# El ángel de la oscuridad
El ángel de la oscuridad es una novela de 1997 escrita por Caleb Carr. fue publicada originalmente por Random House (ISBN 0-7515-2275-9) y es una secuela de El alienista (1994). En España fue publicada por Ediciones B y posteriormente por Ediciones Zeta en edición de bolsillo.

## Argumento
En el prólogo, dos personajes secundarios de "El alienista", Stevie Taggert y John Moore, deciden escribir otro de los casos que vivieron junto al doctor Kreizler.
Nueva York, 1897. El Dr. Laszlo Kreizler recibe la visita de su amiga Sara Howard, quien ahora trabaja como detective. Sara necesita ayuda para encontrar a la niña Ana Linares, la hija de un diplomático español que ha sido secuestrada. El caso es muy delicado por la creciente tensión entre España y Estados Unidos a causa de la guerra de Independencia cubana. 
Kreizler reúne a su viejo equipo: Sara, John, los hermanos Marcus y Lucius Isaacson, y sus fieles criados, Stevie y Cyrus. Sus pesquisas por la niña les llevan hasta una enigmática mujer que se encuentra bajo la protección de los Hudson Dusters, una peligrosa banda criminal.

## Personajes históricos de la novela
En la trama de la novela se ven involucrados famosos personajes del Nueva York de aquella época, entre ellos el futuro presidente de la nación, Theodore Roosevelt.
- Cecilia Beaux
- Clarence Darrow
- Theodore Roosevelt
- Albert Pinkham Ryder
- Elizabeth Cady Stanton
- Cornelius Vanderbilt II
- William Alanson White